# Rheinisches Mitmachwörterbuch
Der Landschaftsverband Rheinland (LVR) hat Ende Februar 2007 das webbasierte Rheinische Mitmachwörterbuch zur Erforschung und Dokumentation des  rheinischen Regiolekts gestartet. Es ist organisatorisch in der Abteilung Sprachwissenschaft im Institut für Landeskunde und Regionalgeschichte (vormals: Amt für Rheinische Landeskunde – ARL) angesiedelt und wird dort redaktionell und sprachwissenschaftlich betreut. Die technische Umsetzung obliegt einem externen Unternehmen.
Das Konzept wurde bereits 2005 angekündigt, noch unter dem ursprünglichen Namen Mitmachwörterbuch der rheinischen Umgangssprache, und sollte zunächst im Herbst 2006 online gehen.
Das Rheinische Mitmachwörterbuch ist nicht mit dem Rheinischen Wörterbuch zu verwechseln.

## Die Website
Neben einigen Erklärungen, Hinweisen zur Nutzung und einer knapp zweimonatlich ergänzten Rubrik „Wort des Monats“ enthält die Website vier wesentliche Bereiche:
Lesen.Man kann wie in einem gedruckten Buch lesen. Auch die Seitengestaltung kommt einem Druckwerk relativ nahe. Die Stichwörter sind alphabetisch verzeichnet, verwandte Wörter erscheinen im Alphabet unter dem entsprechenden Hauptstichwort. Für jeden Anfangsbuchstaben gibt es eine eigene Seite, die jedoch den Umfang einer Druckseite bei weitem übersteigen.
Blättern.Bei der Funktion „Blättern“ wird der Wortschatz über mehrere Stichwortlisten erschlossen, die jeweils einen Teil des Alphabets umfassen. Die Wahl eines Wortes führt auf eine Seite nur zu diesem Stichwort, wie im nächsten Abschnitt beschrieben.
Suchen.Man kann sich die 50 letzten Neuzugänge anzeigen lassen oder gezielt nach einem Wort suchen. Dann bekommt man eine Auswahlliste mit Artikeln, in denen dieses Wort vorkommt, sei es als Stichwort oder in einem Beispielsatz oder gleich einen Auszug des bisher gesammelten Materials nur zu diesem Wort. Auf der Seite mit dem Suchergebnis ist es auch möglich, Ergänzungen oder Bemerkungen oder klärende Beispiele einzugeben. Diese Kommentare erscheinen sofort auf der Webseite unter dem eigentlichen Artikel. Sie werden im Laufe der Zeit redaktionell in die Artikel eingearbeitet.
Mitmachen.Fehlt ein Wort, so kann man über den Menüpunkt „Mitmachen“ ein Eingabeformular erreichen, womit man eine e-mail an die Redaktion sendet und ihr mitteilt, was man zu diesem Wort und seiner Erklärung beitragen kann.
Es wird sowohl nach Beispielsätzen, als auch nach der regionalen Herkunft von Wörtern, Ausdrücken und Sprechweisen sowie der Sprecher/Schreiber gefragt. Diese Angaben sind, genauso wie die Namen der Mitwirkenden, freiwillig. Eine Anmeldung ist weder nötig noch möglich, und man kann vermuten, dass einzelne Versehen und Fehler in Beiträgen von der Redaktion erkannt und ausgesiebt werden. Dabei werden wahrscheinlich Zahlen der Nennung und Verbreitung einzelner Wörter erhoben, wie auch in den bisherigen regelmäßigen Erhebungen per Fragebogenaktion. Derzeit werden auf den Webseiten des Mitmachwörterbuchs keine Zahlen angegeben, wie oft etwa ein bestimmtes Wort belegt ist. Allerdings ist erkennbar, dass die Bearbeitung der Eingaben Wochen und Monate auf sich warten lässt, so dass von einer entsprechend hohen Beteiligung ausgegangen werden kann. Dafür spricht auch die im ersten halben Jahr des Bestehens von Null auf rund 600 Namen gewachsene Liste der mit ihrer namentlichen Nennung einverstandenen Schreiber.

## Einordnung
Auch wenn das Mitmachwörterbuch durch sein Konzept auf Beiträgen freiwilliger Schreiber aufbaut, ist es keine reine Web 2.0-Anwendung mit nutzergenerierten Inhalten, da es eine Redaktion gibt, die Beiträge bündelt und zusammenfasst. Insofern ist dieses Projekt dem Duden ähnlich, der ebenfalls den aktuellen Sprachgebrauch beobachtet und redaktionell dokumentiert. Anders als dort werden aber nicht Publikationen in Büchern und Zeitschriften ausgewertet, sondern freiwillige Angaben der Sprecher über ihre Alltagssprache.

## Forschungsgebiete und Methodik
Dokumentiert wird die gesprochene Alltagssprache des Rheinlands.
Mit „Rheinland“ ist dabei gemeint: der Niederrhein, das Ruhrgebiet, das Bergische Land, das zentrale Rheinland, die Eifel und der Hunsrück. Das entspricht in etwa dem westlichen mittleren und dem nördlichen Teil der ehemaligen preußischen Rheinprovinz.
Mit „Alltagssprache“ sind nicht die vielen, üblicherweise als Dialekte bezeichneten, ursprünglichen Lokalsprachen gemeint, selbst wenn sie hier und da noch die Alltagskommunikation bestimmen, sondern vielmehr die regionale rheinische Umgangssprache, eine relativ kürzlich entstandene, mehr oder weniger dialektal beeinflusste Variante des Standarddeutschen mit teilweise deutlichen regionalen Unterschieden, welche allerdings ganz erheblich geringer ausfallen, als unter den sogenannten Dialekten (vergleiche dazu auch Dialekte in Nordrhein-Westfalen und Dialekte in Rheinland-Pfalz).
Dass ihr Deutsch stark vom Standarddeutschen und anderen Regiolekten der deutschen Sprache abweicht, wird häufig nur von einem Teil der tatsächlichen „Rheinisch“sprecher im Untersuchungsgebiet so wahrgenommen und bewusst reflektiert. Beiträge zeigen, dass die Mitmacher am Wörterbuch eher zum letztgenannten Bevölkerungsteil zu zählen scheinen, was methodische Fragen aufwerfen könnte, ebenso wie die Tatsache, dass eine gesprochene Sprache mit schriftlichen Beiträgen dokumentiert werden soll, die nicht, oder bestenfalls ziemlich unzulänglich, solche Abweichungen vom Hochdeutschen abzubilden vermögen, die sich im Bereich der Aussprache oder erweiterten Prosodik bewegen, also A-Prosodie, Satzakzent, Intonation, Wortbetonung, Rhythmik und Tonakzente, sowie die Vokal-Färbungen und so fort.
Die Schreibung wird den Mitmachern überlassen und zumindest in den Beispielsätzen seitens der Redakteure bestenfalls zaghaft vereinheitlicht. Damit spiegelt sie individuelle Vorlieben sowie in begrenztem Umfange auch regionale Unterschiede der Aussprache, aber auch sprachliche Register wider. Tonaufzeichnungen werden im Mitmachwörterbuch derzeit nicht benutzt.

## Wissenschaftlicher Hintergrund
In seiner bisherigen wissenschaftlichen Arbeit hatte die Sprachabteilung des ALR unter Fritz Langensiepen und später Georg Cornelissen neben umfangreichen Arbeiten der Dialektforschung seit den 1970er Jahren verstärkt die Regional- und Umgangssprache im Rheinland erforscht und dokumentiert, die seit dem Zweiten Weltkrieg bereichsweise die ursprünglichen Dialekte als Alltagssprache abgelöst haben. Dazu wurden über Jahre regelmäßige Fragebogenaktionen zu bestimmten, vorausgewählten Themen durchgeführt, die unter anderem jeweils aktuelle Wortverbreitungskarten ergaben. Teile der Forschungsergebnisse wurden auf der Website des Instituts dokumentiert.
Das Mitmachwörterbuch ist der erste Versuch, derartige wissenschaftliche Befragungen einer größeren Freiwilligenzahl durch eine permanente Beobachtung und Erfassung von Daten zu ersetzen oder ergänzen. Dabei wird, so hofft man, auch die Zahl der Individuen in der Erhebung erheblich gesteigert, wobei zugleich dadurch, dass Angaben von vornherein elektronisch vorliegen, der manuelle Erfassungsaufwand der Auswertung gesenkt werden kann.
Ob die Qualität der Ergebnisse durch die anonymisierte Erfassung per Internet nicht möglicherweise leidet, dazu liegen bisher keine Angaben vor. Laut Redakteur Peter Honnen haben Erfahrungen mit themenzentrierten Wikis, wie beispielsweise Wikipedia und Wiktionary, dazu beigetragen, das Experiment Mitmachwörterbuch zu beginnen, indem sie zeigten, dass sinnvolle Informationen im Web gesammelt werden können. Weiter haben die Rezeption der Veröffentlichungen der Abteilung für Sprachwissenschaft und die steigende Zahl der per e-mail an den Fragebogenaktionen teilnehmenden Rheinländer und Rheinländerinnen diesen Schritt sinnvoll erscheinen lassen.